# Carlos Luis Rodríguez
Carlos Luis Rodríguez Vaquero (Yaracuy, Venezuela, 15 de septiembre de 1984) es un futbolista venezolano. Juega de volante defensivo, también puede jugar de defensa central, y su actual equipo es el Yaracuyanos FC de la liga de Primera División de Venezuela. 

## Trayectoria
Su primer club fue el Yaracuyanos FC; en el año 2005 hace su debut en un encuentro entre Yaracuyanos FC y Deportivo Táchira
- Marca su primer gol en el fútbol profesional venezolano en 2006 en un encuentro entre Yaracuyanos FC VS Carabobo FC

- Marca su primer gol con el Atlético Venezuela ante el Baralt FC el 14 de noviembre de 2008 al minuto 45 en el Estadio Brígido Iriarte

## Clubes
| Club               | País      | Año       | Juegos | Goles |
| ------------------ | --------- | --------- | ------ | ----- |
| Yaracuyanos FC     | Venezuela | 2005-2006 | 5      | 1     |
| Atlético Venezuela | Venezuela | 2008-2009 | 24     | 1     |
| Yaracuyanos FC     | Venezuela | 2009-2010 | 2      |       |